# Eduardo Balaca
Eduardo Balaca y Orejas Canseco – hiszpański malarz historyczny i portrecista tworzący w XIX wieku.
Był synem José Balaca y Carrión i bratem Ricardo Balaca, również malarzy. Podobnie jak jego brat, zaczął naukę w warsztacie ojca, później studiował na Królewskiej Akademii Sztuk Pięknych św. Ferdynanda w Madrycie. Zaprezentował kilka swoich prac na Krajowej Wystawie Sztuk Pięknych w Madrycie, m.in. Portret brata Ricardo.